# Viet Model Project
Viet Model Project es un reality show vietnamita, basado en el programa estadounidense America's Next Top Model. Es presentado por la modelo y exconcursante de America's Next Top Model, Joanie Dodds. Los premios son: 10 000 dólares en efectivo, un contrato con Development Fund y la portada más un reportage gráfico en la revista 13 Minutos. 

## Jueces
- Joanie Dodds
- Bao Tranchi
- August Bradley

## Requisitos para casting
- Tener entre 18 y 28 años.
- Medir, al menos, 1,53 m de altura.
- Pagar $500 para el formulario.

## Ciclos
| Ciclo | Estreno              | Ganadora     | Finalista        | Otras concursantes (En orden de eliminación) | Número de Concursantes |
| ----- | -------------------- | ------------ | ---------------- | --- | ---------------------- |
| 1     | 18 de agosto de 2006 | Nguoi Mau    | Charlene Phan    | Isabelle Du, Lily Nguyen, Maysa Quy, Nancy Hua, Tien Tran, Tina Nguyen, Khanh Nga Thuy Tran, Lisa Thu Ma, Cidney Thi, Amy Luu, Dan Thy Ngoc Nguyen, Gina Tran, Binh Bao Ho, Linda Nguyen, Susan Tran, Teresa Nguyen, Yeng Hong Bang, Jenny Kim Nguyen, Caroline Vu, Casey Nha Nguyen, Tamie Tran, Lily Vo, Linh Ngoc Tran, Jennifer Kim Tran | 26                     |
| 2     | 9 de julio de 2008   | Sophi Nguyen | Phuong Thao Pham | Van Nguyen, Katlyn Nguyen, Mai Hoang, Thao Vu, Han Nguyen, Trang Thu Tran Duong, Julie Phuong Huynh, Ruth Lam, Sindee Ngo, Lili Nguyen, Linda Khu, Anh-chi Ngoc Nguyen, Irina Nguyen, Sandy Tran, Jade Nguyen, Mai Dang, Nhi Ngoc Tran, Vivian Vo                                                                                            | 20                     |
| 3     | 5 de agosto de 2009  |              |                  | En competencia: Hanh-Uyen Vo, Kim Tuyen Thi Phan, Victoria Quang, Diane Barnes, Anh Mai Ho, Jacqueline Lam, Amy Giao Le, Toquyen (Emily) Tran, Thuy Huong Nguyen…. Y otras 46 más | 54                     |